# Sassnitzgade
Sassnitzgade er en gade i Århusgadekvarteret i Nordhavnen i København, der ligger i forlængelse af Bilbaogade mellem Århusgade og Helsinkigade. Gaden er opkaldt efter den tyske havneby Sassnitz.

## Historie og bebyggelse
Gaden ligger ligesom resten af Århusgadekvarteret i et område, der indtil 2014 var en del af Københavns Frihavn med begrænset adgang for offentligheden. Dengang udgjorde de nuværende Bilbaogade og Sassnitzgade tilsammen Jernvej, der gik fra Redhavnsvej, den nuværende Trelleborggade, til Lüdersvej, den nuværende Helsinkigade. Navnet Jernvej stammede fra omkring 1917.
I forbindelse med områdets ophør som frihavn var det imidlertid blevet besluttet at omdanne det til en ny bydel med boliger og erhverv, hvilket blandt andet medførte anlæg af flere nye gader. Københavns Kommunes Vejnavnenævnet ønskede at følge traditionen med at give gadenavne efter et bestemt tema, i dette tilfælde internationale havnebyer, og det både for de nye gader og en række af de eksisterende. Det kom blandt andet til at berøre den hidtidige Jernvej, der blev foreslået delt i Bilbaogade og Sassnitzgade ved krydset med Århusgade, hvor gaden i forvejen knækkede. Indstillingen blev godkendt på Teknik- og Miljøudvalgets møde 21 januar 2014 med virkning fra 1. marts 2014.
På den vestlige side af Sassnitzgade ombyggede Tetris og NREP i 2014-2015 de hidtidige pakhuse til en karre med gårdhavehuse og en gruppe rækkehuse adskilt ad Kielgade, efter tegninger af Polyform Arkitekter og begge dele med navnet Frikvarteret. I praksis var ombygningen dog så omfattende, at der stort set ikke blev bevaret andet end nogle gavle og facader ud mod Sassnitzgade og Rostockgade. De har så til gengæld også et århundred på bagen, idet de blev opført af Frihavnens arkitekt Christian Agerskov i 1916-1919.
På den østlige side opførte Domea København karreen Orienten med 134 almene boliger med grønne fællesarealer, en integreret institution og butikker ud mod Århusgade. Karreen er tegnet af Dorte Mandrup Arkitekter og KHS Arkitekter og er beklædt med røde, brune og grå tegl og pladematerialer passende til kvarteret. Byggeriet fandt sted i 2017-2019.